# Now Production
Now Production Co., Ltd. (株式会社ナウプロダクション Kabushiki-gaisha Nau Purodakushon?) es un desarrollador de videojuegos japonés con sede en Chūō-ku, Osaka. Fue fundada en 1986, comenzó a desarrollar varios videojuegos para las principales empresas japonesas, incluidas Namco, Hudson Soft, Capcom, Activision, Taito, Konami, Sega y Nintendo. La empresa solía tener un departamento de desarrollo en el este de Ikebukuro, Toshima-ku, actualmente se encuentra cerrado. Now Production también ha estado desarrollando y vendiendo aplicaciones de software para el iPhone y el iPod touch desde 2009.

## Lista de juegos

### Nintendo Entertainment System
- Metro-Cross (1986)
- Taito Grand Prix: Eikou heno License (1987)
- Spelunker II: Yūsha e no Chōsen (1987)
- Jikuu Yuuden: Debias (1987)
- Yokai Dochuki (1988)
- Wagan Land (1989)
- Splatterhouse: Wanpaku Graffiti (1989)
- Jackie Chan's Action Kung Fu (1990)
- Yo! Noid (1990) (Originalmente conocido en Japón como Kamen no Ninja Hanamaru)
- Wagan Land 2 (1990)
- Adventure Island II (1991)
- Adventure Island III (1992)[2]
- Ms. Pac-Man (1993)
- Takahashi Meijin no Bōken Jima IV [2]

### Game Boy
- Mickey's Dangerous Chase (1991)
- Dig Dug (1992)
- Barcode Boy: Kattobi Road (1993)
- Adventure Island II: Aliens in Paradise (1993)[2]

### Game Boy Advance
- Klonoa: Empire of Dreams (2001)
- Klonoa 2: Dream Champ Tournament (2002)
- WTA Tour Tennis (2002)
- Gachinko Pro Yakyuu (2002)
- Goemon: New Age Shutsudō! (2002)
- Silent Scope (2002)
- Metal Max 2 Kai (2003)
- One Piece: Going Baseball (2004)

### Game Boy Color
- Dance Dance Revolution GB (2000)
- Dance Dance Revolution GB2 (2000)
- Detanabi Pro Yakyuu (2000)
- Detanabi Pro Yakyuu 2 (2001)
- Dance Dance Revolution GB3 (2001)
- Dance Dance Revolution GB Disney Mix (2001)
- Oha Star Dance Dance Revolution GB (2001)

### Game Gear
- Wagan Land (1991)
- Pac-Attack (1994)

### GameCube
- Sonic Adventure DX: Director's Cut (2003)
- Mario Superstar Baseball (2005)
- Sonic Riders (2006)

### Sega Genesis
- Quad Challenge (1991)
- Splatterhouse 2 (1992)
- Splatterhouse 3 (1993)
- Rolling Thunder 3 (1993)

### Neo Geo
- Neo Bomberman (1997)

### Nintendo DS
- Nazotte Oboeru Otona no Kanji Renshuu Kanzenban (2007)
- Shoho Kara wa Hajimeru Otona no Eitango Renshuu (2008)
- Unsolved Crimes (2008)
- Zero Kara Hajimeru: Otona no 5-Kokugo Nyuumon (2008)
- Bakugan Battle Brawlers (2009)
- Kodawari Saihai Simulation: Ocha no Ma Pro Yakyuu DS (2009)
- Imi Gawakaru Otona no Jukugo Renshuu: Kadokawa Ruigo Shinjiten Kara 5-Man Mon (2009)
- WireWay (2009)
- Nazotte Oboeru Otona no Kanji Renshuu Kaiteiban (2010)
- Zoobles! Spring to Life! (2011)

### Nintendo Switch
- Deadly Premonition 2: A Blessing in Disguise (2020)

### TurboGrafx-16
- Chew Man Fu (1990)
- Bravoman (1990)
- Dragon Saber (1991)
- Final Soldier (1991)
- Jackie Chan's Action Kung Fu (1991)
- Doraemon: Nobita no Dorabian Night (1991 and 1992)
- Samurai Ghost (1992)
- New Adventure Island (1992)
- Power Tennis (1993)

### PlayStation
- Namco Museum Vol. 1 (1995)
- Namco Museum Vol. 3 (1996)
- Digical League (1997)
- Smash Court 2 (1998)
- Block Kuzushi (1999)
- Extreme Go-Kart Racing (2000)
- Rescue Shot (2000)
- Ganbare Goemon: Oedo Daikaiten (2001)
- Goemon: Shin Sedai Shūmei! (2001)
- Big League Slugger Baseball (2003)

### PlayStation 2
- Ninja Assault (2002)
- Surfing Air Show with Rat Boy (2002)
- Gachinko Pro Yakyuu (2003)
- Katamari Damacy (2004)
- Demon Chaos (2005)
- We Love Katamari (2005)
- Twinkle Star Sprites: La Petite Princesse (2005)
- Sonic Riders (2006)
- Bakugan Battle Brawlers (2009)

### PlayStation 3
- Bakugan Battle Brawlers (2009)

### PlayStation Portable
- Higanjima (2005)
- PQ: Practical Intelligence Quotient (2005)
- PQ2: Practical Intelligence Quotient 2 (2006)
- Undead Knights (2009)

### Super Nintendo Entertainment System
- Super Power League (1993)
- King of the Monsters 2 (1993)
- Miracle Girls (1993)
- Super Kyuukyoku Harikiri Stadium 2 (1994)
- Super Power League 2 (1994)
- Super Power League 3 (1995)
- Supapoon (1995)
- Supapoon DX (1996)
- Super Power League 4 (1996)

### Wii
- Mario Super Sluggers (2008)
- Little League World Series Baseball 2008 (2008)
- Little League World Series Baseball 2009 (2009)
- Bakugan Battle Brawlers (2009)
- Transformers: Prime – The Game (2012)

### Xbox
- Sonic Riders (2006)

### Xbox 360
- Beautiful Katamari (2007)
- Bakugan Battle Brawlers (2009)